# Cừu sừng lớn
Cừu sừng lớn (Ovis canadensis) là một loài cừu sống ở Bắc Mỹ. Đúng như tên gọi, loài này có đôi sừng khá lớn, có thể nặng đến 14 kg trong khi bản thân chúng có thể nặng đến 140 kg. Một nghiên cứu di truyền học mới đây đã kết luận rằng có ba phân loài Ovis canadensis riêng biệt, một trong số đó đang trong tình trạng nguy cấp: Ovis canadensis sierrae. Loài cừu này đã đến Bắc Mỹ từ Siberia thông qua cầu đất Bering. Số lượng cừu sừng lớn ở Bắc Mỹ từng đạt đến hàng triệu con và chúng đã có mặt trong thần thoại của thổ dân châu Mỹ. Tuy nhiên, đến 1900 số lượng loài đã suy giảm chỉ còn vài nghìn cá thể. Những nỗ lực bảo tồn (trong đó một phần thuộc về Hội Nam Hướng đạo Mỹ) đã giúp khôi phục số lượng loài.

## Mô tả
Cừu sừng lớn được gọi tên theo cặp sừng lớn, cong ở trên đầu con cừu đực. Cừu cái cũng có sừng nhưng nhỏ và ít cong hơn. Chúng có màu từ nâu nhạt cho đến xám nhạt hoặc nâu sôcôla. Con đực nặng 58–143 kg, chiều cao tính đến vai là 91–100 cm, dài 180–200 cm tính từ mũi đến đuôi. Con cái nặng 34–85 kg, cao 76–91 cm, dài 140–170 cm. Cừu sừng lớn sở hữu cặp sừng nặng hơn toàn bộ xương trong cơ thể cộng lại và đủ khả năng húc chết người.